# Lafcadio Hearn

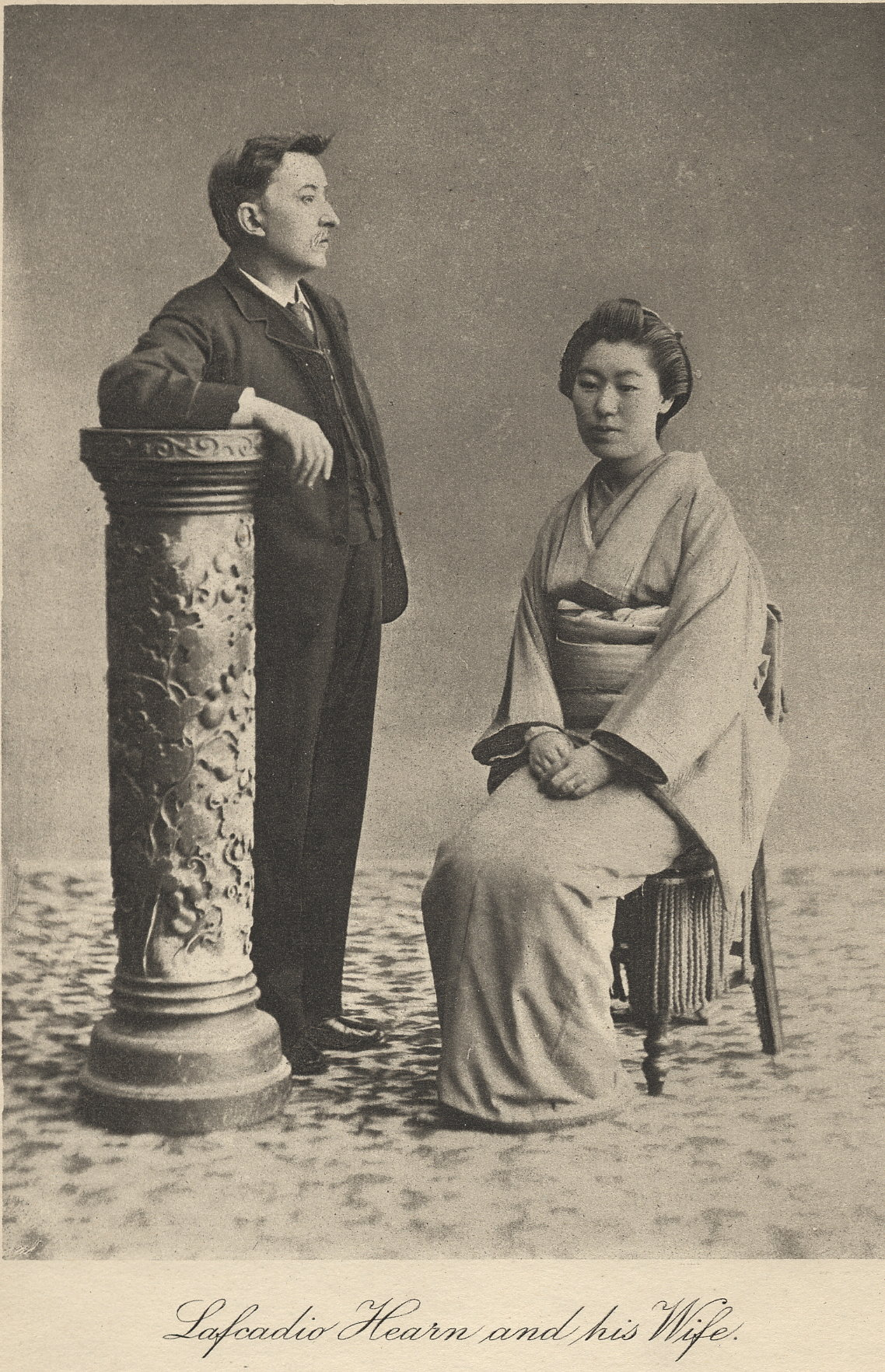
Hearn és felesége

Lafcadio Hearn (Lefkáda, 1850. június 27. – Tokió, 1904. szeptember 26.) különös nemzetközi figura, ír apától és görög anyától született. Dublinban nevelkedett, Amerikában lett riporter, író (Chita című kisregénye magyarul is olvasható), műfordító és az egzotikus kultúrákat vizsgáló esszéista. 1890-ben Japánba utazott, 1903-ig a Tokiói Egyetemen adott elő angol irodalmat, feleségül vette egy szamuráj lányát, japán nevet kapott (小泉八雲, Koizumi Jakumo), áttért a buddhista hitre, és több kötetnyi tanulmányt publikált a japán népről, szokásokról, folklórról, amelyeknek misztikus-romantikus, impresszionista szemlélete nemcsak a japonizmus elterjedését alapozta meg, de a 20. század eleji angolszász költészetre is hatott.

## Japán tárgyú főbb művei
- Glimpses of Unfamiliar Japan (1894)
- Kokoro (1896)
- Gleanings in Buddha-Fields (1897)
- In Ghostly Japan (1899)
- Japan: An Attempt at Interpretation (1904)

## Magyarul
- Kokoro; ford. Woida Margit; Franklin, Bp., 1909
- Hindu legendák és Talmud mesék; ford. Pongrácz Árpád; Herczka, Bp., 1919 (Kék könyvek)
- Chita (Az Utolsó Sziget emlékére); ford. Kada Júlia; in: Mennyei utazás (Klasszikus amerikai kisregények); Európa Könyvkiadó, Bp., 1970
- Kicune: A szamuráj erényei. Itó könyve; eredeti japán művek, valamint L. Hearn, B. Mitford munkáinak felhasználásával ford., átdolg. Szántai Zsolt; Trajan, Bp., 2006 (Napkelet útjain sorozat)
- Kicune: A szamuráj erényei. Példabeszédek, legendák és tanmesék a hét fő erényről; eredeti japán művek, valamint L. Hearn, B. Mitford munkáinak felhasználásával ford., átdolg. Szántai Zsolt; STB, Kistarcsa, 2009
- Japán szellemei. Válogatott mesék és meditációk, ford. Molnár Zoltán, Polaris Könyvkiadó, Bp., 2022